# 東村 (鳥取県)
東村（ひがしそん）は、鳥取県岩美郡にあった自治体である。1896年（明治29年）3月31日までは岩井郡に属した。

## 概要
現在の岩美町陸上・田河内・大羽尾・小羽尾に相当する。陸上川およびその支流域に位置し、北は日本海に面した。
村名は、鳥取県の最東端に位置することによる。
藩政時代には鳥取藩領の岩井郡浦富保（浦住保）に属する大羽尾村・小羽尾村・陸上村があった。
陸上（くがみ）は玖賀耳（くがみ）の御笠に由来するとも、陸や岡を表す古語「くが」と水を表す「み」から「陸の水」、つまり航海族の水飲み場の意味とも言われる。
田河内（たのこうじ）は陸上の枝村であり、この地域にかつて存在した広田郷の押し詰まった辺鄙な所であったことから、広田郷の「田」と押し詰まった場所・土地を意味する「河内」から命名されたと考えられる。
日本海に突き出している羽尾岬の東側に大羽尾（おおばねお）が、その南東部に小羽尾（こばねお）が位置する。小羽尾神社の由来記によれば小さい羽根の付いた矢を祭事に使用していたことから小羽尾村と呼ばれるようになったとされ、また大羽尾は小羽尾に対して古村という意になると考えられる。

## 沿革
- 貞享4年（1687年） - 陸上村から田河内村が分村したと伝えられる[5]。
- 1881年（明治14年）9月12日 - 鳥取県再置。
- 1883年（明治16年）- 浦富村に置かれた連合戸長役場の管轄区域となる[1]。
- 1889年（明治22年）10月1日 - 町村制施行により、大羽尾村・小羽尾村・陸上村・田河内村が合併して村制施行し、東村が発足。旧村名を継承した4大字を編成し、役場を小羽尾村に設置[2]。
- 1896年（明治29年）4月1日 - 郡制の施行により、邑美郡・法美郡・岩井郡の区域をもって岩美郡が発足し、岩美郡東村となる。
- 1914年（大正3年）11月1日 - 「東村大字○○村」から大字の「村」を削除し、「東村大字○○」と呼ぶことになる[6]。
- 1918年（大正7年）2月4日 - 役場位置を大字小羽尾393番ノ1に変更[7]。
- 1954年（昭和29年）7月1日 - 田後村、浦富町、蒲生村、岩井町、小田村、本庄村、大岩村、網代村と合併して岩美町が発足。同日東村廃止[8]。

## 行政

### 歴代村長
| 氏名       | 就任年月日                 | 退任年月日                 | 出身           | 備考 |
| ---------- | -------------------------- | -------------------------- | -------------- | ---- |
| 中島茂平   | 1889年（明治22年）11月21日 | 不詳                       | 陸上           |      |
| 中垣善八郎 | 1890年（明治23年）5月9日   | 不詳                       | 大羽尾         |      |
| 羽田伊三郎 | 1891年（明治24年）5月9日   | 1894年（明治27年）1月20日  | 小羽尾         |      |
| 中島大吉   | 1894年（明治27年）2月9日   | 1895年（明治28年）3月16日  | 陸上           |      |
| 田中大吉   | 1895年（明治28年）4月2日   | 1897年（明治30年）         | 大羽尾         |      |
| 中島周三郎 | 1897年（明治30年）6月28日  | 1899年（明治32年）4月8日   | 陸上           |      |
| 久林尚寛   | 1899年（明治32年）4月24日  | 1899年（明治32年）10月1日  | 小羽尾         |      |
| 中垣善八郎 | 1899年（明治32年）12月22日 | 1901年（明治34年）3月9日   | 大羽尾         |      |
| 久林尚寛   | 1901年（明治34年）3月27日  | 1905年（明治38年）3月26日  | 小羽尾         |      |
| 中島周三郎 | 1905年（明治38年）4月7日   | 1905年（明治38年）8月5日   | 陸上           |      |
| 中島大吉   | 1905年（明治38年）8月15日  | 1905年（明治38年）12月21日 | 陸上           |      |
| 中島大吉   | 1906年（明治39年）2月9日   | 1906年（明治39年）7月6日   | 陸上           |      |
| 田中大吉   | 1906年（明治39年）9月1日   | 1907年（明治40年）11月15日 | 大羽尾         |      |
| 中島幾太郎 | 1907年（明治40年）11月27日 | 1908年（明治41年）11月29日 | 陸上           |      |
| 久林尚寛   | 1908年（明治41年）12月12日 | 1909年（明治42年）10月8日  | 小羽尾         |      |
| 小谷簾一   | 1909年（明治42年）11月22日 | 1911年（明治44年）7月26日  | 登儀村大字吉野 |      |
| 中島周三郎 | 1911年（明治44年）9月6日   | 1912年（明治45年）6月24日  | 陸上           |      |
| 石川浪彦   | 1912年（大正元年）9月5日   | 1913年（大正2年）3月4日    | 鳥取市御弓町   |      |
| 寺谷純一   | 1913年（大正2年）3月12日   | 1913年（大正2年）9月17日   | 陸上           |      |
| 寺谷純一   | 1913年（大正2年）10月18日  | 1915年（大正4年）12月28日  | 陸上           |      |
| 中島大吉   | 1916年（大正5年）1月7日    | 1916年（大正5年）3月22日   | 陸上           |      |
| 久林尚寛   | 1916年（大正5年）3月31日   | 1917年（大正6年）12月14日  | 小羽尾         |      |
| 中島義雄   | 1917年（大正6年）12月25日  | 1918年（大正7年）7月18日   | 陸上           |      |
| 山下春太郎 | 1918年（大正7年）8月2日    | 1918年（大正7年）8月13日   | 大羽尾         |      |
| 中島周三郎 | 1918年（大正7年）9月7日    | 1918年（大正7年）11月24日  | 陸上           |      |
| 寺谷純一   | 1918年（大正7年）12月14日  | 1919年（大正8年）12月17日  | 陸上           |      |
| 中島義雄   | 1919年（大正8年）12月26日  | 1923年（大正12年）12月25日 | 陸上           |      |
| 西谷伝蔵   | 1924年（大正13年）1月8日   | 1927年（昭和2年）3月26日   | 陸上           |      |
| 寺谷純一   | 1927年（昭和2年）4月13日   | 1929年（昭和4年）5月31日   | 陸上           |      |
| 寺谷純一   | 1929年（昭和4年）6月2日    | 1931年（昭和6年）4月12日   | 陸上           |      |
| 寺谷純一   | 1931年（昭和6年）4月25日   | 1931年（昭和6年）8月10日   | 陸上           |      |
| 中島義雄   | 1931年（昭和6年）10月28日  | 1935年（昭和10年）3月30日  | 陸上           |      |
| 中島房蔵   | 1935年（昭和10年）4月17日  | 1935年（昭和10年）7月31日  | 陸上           |      |
| 寺谷純一   | 1935年（昭和10年）10月12日 | 1939年（昭和14年）8月31日  | 陸上           |      |
| 寺谷純一   | 1939年（昭和14年）10月5日  | 1944年（昭和19年）2月4日   | 陸上           |      |
| 福寿春吉   | 1944年（昭和19年）2月23日  | 不詳                       | 小羽尾         |      |
| 岡田光治   | 1947年（昭和22年）4月8日   | 1948年（昭和23年）1月20日  | 陸上           |      |
| 岡田光治   | 1948年（昭和23年）3月1日   | 1952年（昭和27年）2月26日  | 陸上           |      |
| 寺谷剛     | 1952年（昭和27年）2月27日  | 1954年（昭和29年）6月30日  | 陸上           |      |
| 参考文献 - |                            |                            |                |      |

## 教育
- 東村立東小学校・田河内分校（現在は統合により岩美町立岩美北小学校となる）
- 中学校は浦富町の組合立浦富中学校（現在は統合により岩美町立岩美中学校となる）

## 交通

### 鉄道
- 山陰本線：東浜駅

### 道路
- 県道鳥取浜坂香住線[1]（1972年3月24日廃止[9]、国道178号に移行）

## 名所・旧跡
- 東浜海岸